# 星野正則
星野 正則（ほしの まさのり、1959年10月22日 - ）は、日本の実業家。ドトールコーヒー代表取締役社長、ドトール・日レスホールディングス代表取締役社長、日本フランチャイズチェーン協会副会長。

## 人物・経歴
新潟県出身。新潟県立新潟江南高等学校 卒業、1983年亜細亜大学法学部卒業、ドトールコーヒー入社。2000年取締役店舗開発本部長に昇格。2002年常務取締役店舗開発統括本部長。2004年専務取締役店舗開発統括本部長。2005年取締役副社長店舗開発統括本部長。2007年にドトール・日レスホールディングスが設立されると、同社取締役に就任。2008年からドトール・日レスホールディングス代表取締役社長を、2011年からはドトールコーヒー代表取締役会長も兼務し、自身の名を冠した星乃珈琲店の展開などを進めた。2017年ドトールコーヒー代表取締役社長。2021年日本フランチャイズチェーン協会副会長。

## 出演

### 新聞
- 学生新聞[5]